# Achyronia ericifolia
Achyronia ericifolia là một loài thực vật có hoa trong họ Đậu. Loài này được (L.) Kuntze mô tả khoa học đầu tiên năm 1891.